# Chotěboř
Chotěboř település Csehországban, a Havlíčkův Brod-i járásban. Chotěboř Dolní Sokolovec, Slavětín, Uhelná Příbram, Rozsochatec, Sobíňov, Oudoleň, Nová Ves u Chotěboře, Jitkov, Jilem, Nejepín, Krucemburk, Libice nad Doubravou, Čachotín, Česká Bělá és Maleč településekkel határos. Lakosainak száma 9096 fő (2024. január 1.).

## Népesség
A település lakosságának változását az alábbi diagram mutatja:
| Lakosok száma | 6496 | 6254 | 7154 | 6560 | 9407 | 9870 | 9343 | 9250 | 8995 | 9096 |
|               | 1869 | 1890 | 1921 | 1950 | 1980 | 2001 | 2017 | 2019 | 2022 | 2024 |